# 米舒京斯卡亚农村居民点
米舒京斯卡亚农村居民点（俄语：Сельское поселение Мишутинское）是俄罗斯联邦沃洛格达州沃热加区所属的一个农村居民点。其下辖有24个居民点，行政中心为米舒京斯卡亚。据2015年统计，该农村居民点的人口为616人。